# سیارک ۳۲۲۷۰
سیارک ۳۲۲۷۰ (به انگلیسی: 32270 Inokuchihiroo، نامگذاری:2000PC4) سی و دو هزار و دویست و هفتادمین سیارک کشف شده‌است که در ۴ اوت ۲۰۰۰ کشف شد.